# 飓风珍妮
颶風珍妮（英語：Hurricane Jeanne）是 于2004年9月袭击了加勒比地区和美国东部的三级飓风。也是自1998年米奇以来大西洋盆地最致命的飓风。.本的季第十次被命名的热带气旋、第七场热带气旋和第五场大型飓风，以及本季的第三次飓风和第四次在佛罗里达州登陆的风暴。在对伊斯帕尼奥拉岛造成严重破坏后，珍妮拼力地重组，最终加强并在开阔的大西洋上空完成了一个完整的循环。它向西移动，增强为三级飓风，并于9月25日掠过巴哈马的大阿巴科岛和大巴哈马岛。珍妮当天晚些时候在佛罗里达州登陆，距飓风弗朗西丝仅三周前袭击的地方仅两英里（三公里）。
在弗朗西丝和飓风伊万的降雨的基础上，珍妮在其残余部分转向东进入开阔的大西洋之前，将北至西弗吉尼亚州和新泽西州的洪水水位接近创纪录的水平。珍妮在海地共造成了3,006人死亡，仅在戈纳伊夫就有约2,800人死亡，几乎被洪水和泥石流冲走。风暴还造成波多黎各8人死亡，多米尼加共和国18人死亡，美国其他地区5人死亡，使总死亡人数至少达到3,037人；飓风珍妮是有记录以来最致命的大西洋飓风之一。美国大陆的最终财产损失为75亿美元，另外还有多米尼加共和国的2.7亿美元和波多黎各的1.695亿美元。

## 氣象歷史
9月13日晚，第十号热带低压由位于瓜德罗普岛东南偏东70英里（110公里）的东风波形成，并于次日升级为热带风暴珍妮。珍妮于9月15日从美属维尔京群岛以南掠过，同日晚些时候在波多黎各亚布科阿附近登陆。穿越波多黎各后，珍妮于9月16日在多米尼加共和国东端伊斯帕尼奥拉岛附近达到飓风强度，但当天晚些时候它穿过多山的岛屿时又恢复到热带风暴强度。9月17日下午，珍妮移居多米尼加共和国近海。到那时，珍妮已经减弱到热带低气压强度。 尽管珍妮没有直接袭击海地，但风暴的规模足以引发洪水和泥石流，特别是在该国西北部。

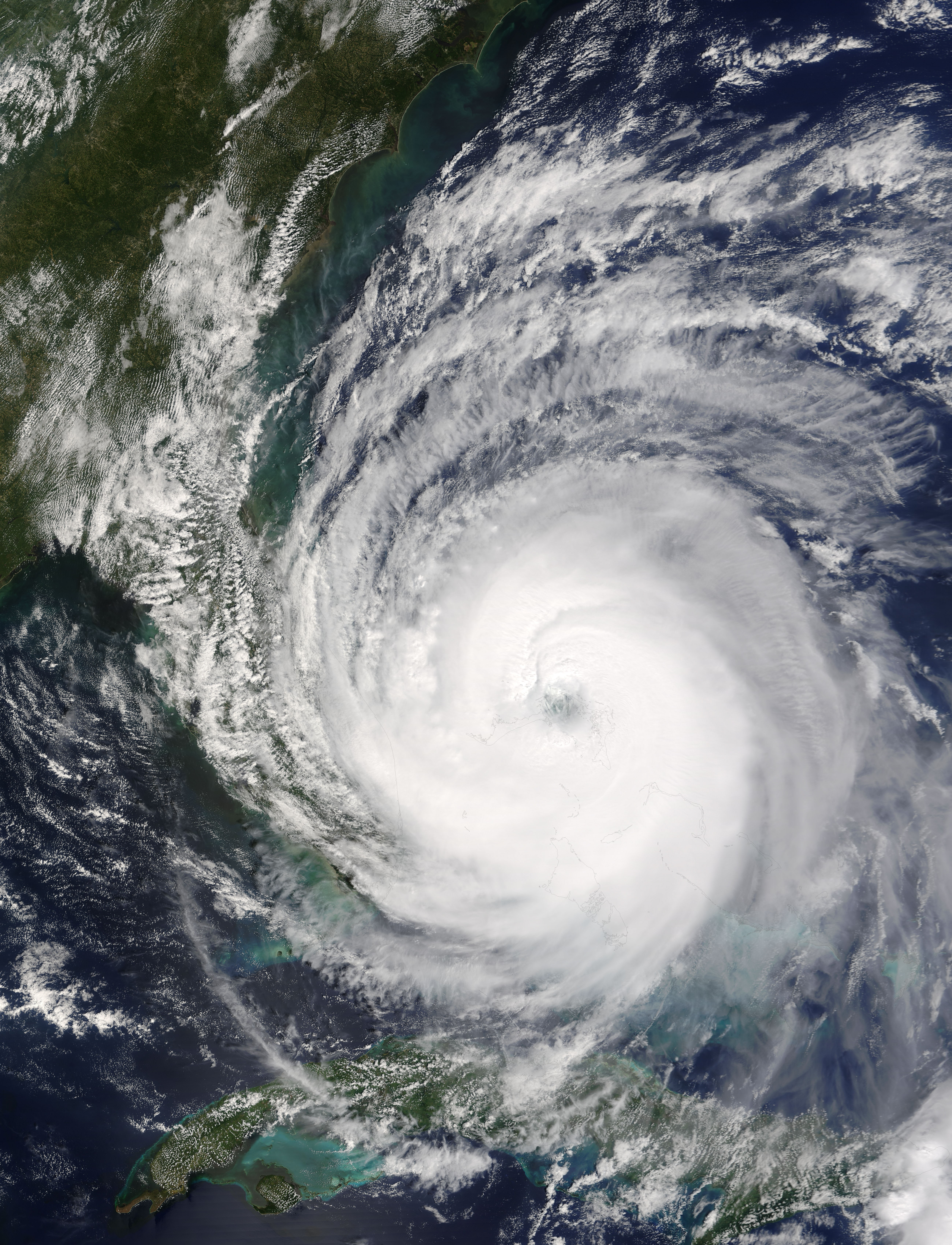
9月25日，飓风珍妮正逼近佛罗里达州

9月18日，当系统在大伊那瓜和海地附近被追踪时，一个新的中心向东北方向形成，之前的环流正消散。系统于9月20日重新增强并成为飓风。珍妮继续蜿蜒数天（在这个过程中完成了一个完整的循环），然后开始向巴哈马和佛罗里达州稳定地向西移动。珍妮继续向西行进，并于9月25日上午经过巴哈马的大阿巴科|阿巴科群岛|大阿巴科]]。此后不久，飓风达到了三级强度，珍妮在经过大巴哈马岛时保持了这种强度。晚上11:50美国东部时间9月25日（UTC 时间9月26 日0350），珍妮以三级强度登陆佛罗里达州西沃尔角以东、佛罗里达州斯图尔特和圣露西港以东的哈钦森岛。是三周前飓风弗朗西丝袭击佛罗里达州的地方。

珍妮的足迹继续沿着弗朗西斯的足迹在20英里（32公里）的范围内行驶，直到到达帕斯科县。气旋随后以更快的速度向北摆动，中心一直在陆地上空一直延伸到乔治亚州界线，与进入墨西哥湾的弗朗西丝不同。珍妮于9月28日成为弗吉尼亚上空的温带气旋，并于次日移回新泽西海岸附近的大西洋。

## 善后
由于其影响，珍妮这个名字在2005年春天被世界气象组织的飓风委员会除名，并且再也不会被用于大西洋飓风。在2010年大西洋飓风季之前，被替换为朱莉娅。

## 外部連結
- 美國國家颶風中心針對颶風珍妮的熱帶氣旋報告
- 美國國家颶風中心針對颶風珍妮的公告存檔 （页面存档备份，存于）
- 水文氣象預報中心針對熱帶低氣壓珍妮的公告存檔
- 波多黎各的颶風和熱帶風暴 （页面存档备份，存于）

| A | B  | C | D | E | F | G | H |  |   |            |  |   |            |
|   |    |   |   |   |   |   |   |  |   |            |  |   |            |
| I | 10 | J | K | L | M | N | O |  | 3 | J （历史） |  | 5 | I （历史） |

| 萨菲尔-辛普森飓风风力等级 |    |    |    |    |    |    |
| TD                        | TS | C1 | C2 | C3 | C4 | C5 |